# Laksamana
Il Laksamana (Jawi: لقسامان) è una posizione nelle forze armate, simile alla posizione di ammiraglio nei sultanati malesi e al giorno d'oggi in Malaysia e Indonesia.
Sin da quando il sud-est asiatico faceva parte della sfera indiana, durante e dopo l'impero indù Srivijaya, erano usati i titoli indù  sanscriti.
La parola Laksamana  ha origine da Lakshmana, una figura epica del Rāmāyaṇa.

## Sultanato di Malacca
Il Laksamana nel sultanato di Malacca era in carica per la sicurezza marina del sultanato e per le rotte commerciali sino-indiane nello stretto di Malacca
Aveva il pieno comando della flotta navale malacca. Nel Sultanato era superato in potere solo dal Bendahara e dal Sultano.
Il più famoso Laksamana fu Hang Tuah.

## Oggi
Oggi è un grado della marina indonesiana e della marina malese
1. Laksamana Pertama (lit. "Primo ammiraglio", una stella, Commodoro)
2. Laksamana Muda (lit. "Giovane ammiraglio", "Ammiraglio in seconda", due stelle)
3. Laksamana Madya (lit. "Ammiraglio medio", "Vice ammiraglio", tre stelle)
4. Laksamana ("Ammiraglio", quattro stelle)
5. Laksamana Armada (lit."Ammiraglio d'armata", cinque stelle usato dalla marina reale malese)